# Futterneid

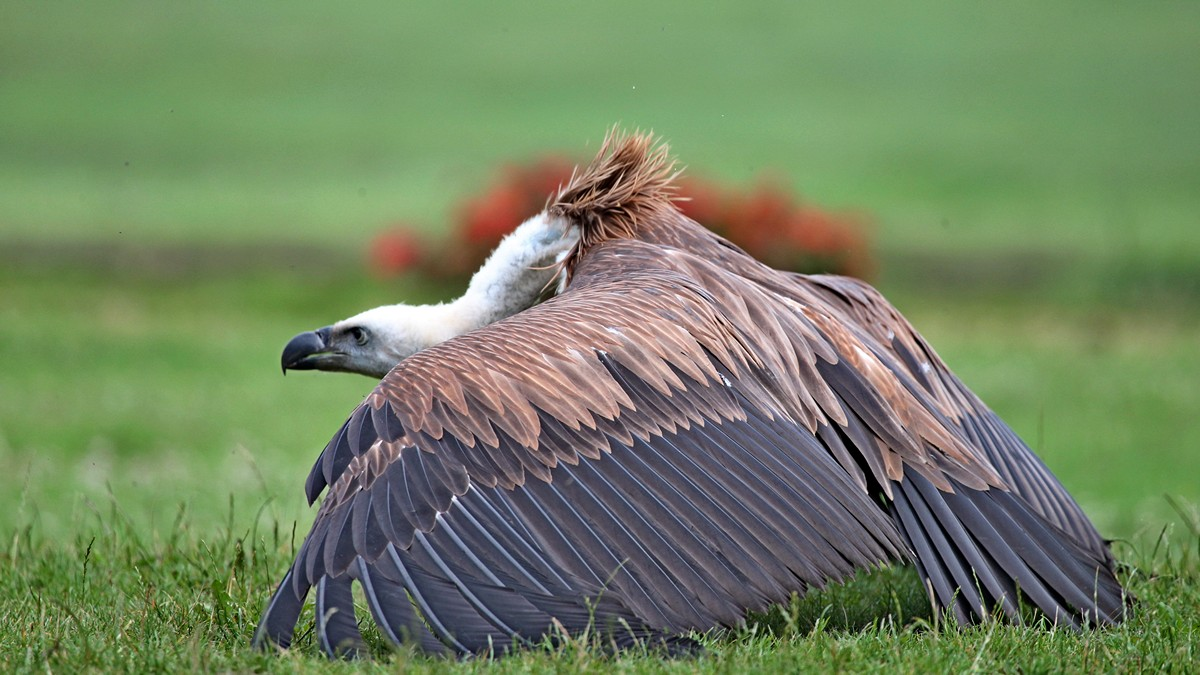
Futterneidischer Gänsegeier im Vogelpark Walsrode

Futterneid (lateinisch voracitas) ist eine vermenschlichende, also nichtwissenschaftliche Bezeichnung für ein Verhaltensmuster von Tieren während der Nahrungsaufnahme, die fälschlich in Analogie zur Emotion Neid des Menschen interpretiert wird. Hierbei handelt es sich um ein Konkurrenzverhalten, das bei vielen in Gruppen lebenden Wirbeltieren zu beobachten ist, wenn sie Nahrung gegen Konkurrenten ihrer Art verteidigen oder beim Fressen Nahrungskonkurrenten auf Abstand halten.
Aus Sicht der Verhaltensbiologie werden solche Verhaltensweisen beispielsweise bei Hunden als Ausdruck einer vorhandenen Rangordnung zwischen den Tieren gedeutet. Bei Hunden, die schlecht sozialisiert sind, weil sie zum Beispiel zu früh von der Mutter getrennt wurden, kann sich dieses Konkurrenzverhalten auch gegen den Halter richten, der dann nicht in der Nähe des gefüllten Futternapfes geduldet wird.
Als Futterneid wird gelegentlich auch das Konkurrenzverhalten von Menschen (zumeist von Kindern) bezeichnet, die beim gemeinsamen Essen sich wechselseitig die besten Stücke streitig machen und gemeinsam gelegentlich mehr verzehren, als sie es bei getrennter Nahrungsaufnahme täten. Vereinzelt wird die Bezeichnung Futterneid im nicht-wissenschaftlichen Sprachgebrauch auch auf die zwischenartliche Konkurrenz um Nahrung angewandt.

## Fallstudie an Schimpansen
In einer Studie an Schimpansen wurden die Tiere vor die Wahl gestellt, entweder anderen Schimpansen durch Ziehen an einem Seil zu Futter zu verhelfen oder das Futter stattdessen in einen leeren Raum zu befördern. In beiden Fällen ging der Schimpanse, der am Seil zog, selbst leer aus. Entgegen den Erwartungen der Forscher verhielten sich die Schimpansen weder selbstlos noch missgünstig. Nachdem die Tiere mit der Testsituation vertraut waren, zog die Hälfte der Tiere an keinem der Seile; sie schoben das Futter also weder zum Nachbarn hin noch vom Nachbarn weg. Die andere Hälfte der Testtiere zog das Futter in genau gleichen Anteilen entweder zum leeren Raum hin oder zum Nachbarn. Dieses Verhalten demonstriere, argumentieren die Forscher, dass die Schimpansen weder selbstlos noch missgünstig handelten. Beide Eigenschaften interpretierten die Forscher daher als „ausschließlich menschliche Eigenschaften“ und kamen zu dem Schluss: „Wenn Selbstlosigkeit und Boshaftigkeit auf den Menschen beschränkt sind und beim Schimpansen nicht vorkommen, dann ist es wahrscheinlich, dass diese Eigenschaften sich im Laufe der letzten sechs Millionen Jahren herausgebildet haben, seit sich die stammesgeschichtlichen Wege von Mensch und Schimpanse getrennt hatten.“
Bestärkt wurde diese Deutung durch ein zweites Experiment an den Schimpansen. Erneut hatten die Testtiere die Wahl zwischen zwei Seilen. Diesmal konnten sie jedoch das Futter auf einem rollenden Tischchen entweder mit dem einen Seil in ihre eigene, alleinige Reichweite ziehen oder – mit dem anderen Seil – an eine Stelle, an der sowohl sie selber als auch ein benachbarter Schimpanse Zugriff auf die Leckereien hatte. Das Ergebnis: Mal zogen die Testtiere rechts, mal links, eine Bevorzugung des alleinigen Zugangs zum Futter trat bei den Testtieren nicht auf.

## Belege
1. ↑  Keith Jensen, Brian Hare, Josep Call, Michael Tomasello: What's in it for me? Self-regard precludes altruism and spite in chimpanzees. In: Proceedings of the Royal Society B. Band 273, Nr. 1589, 2006, S. 323–376, doi:10.1098/rspb.2005.3417, PMC 1560238 (freier Volltext).

Unser böses Ich. Menschen haben den stark ausgeprägten Wunsch einander zu helfen, aber teilen wir Missgunst und Boshaftigkeit auch mit unseren nächsten Verwandten? Auf: mpg.de vom 18. Januar 2006.